# Lepidodexia plumigera
Lepidodexia plumigera är en tvåvingeart som först beskrevs av Wulp 1895.  Lepidodexia plumigera ingår i släktet Lepidodexia och familjen köttflugor. Inga underarter finns listade i Catalogue of Life.